# Mauro Pagani (album)
Mauro Pagani (1978) è il primo album da solista di Mauro Pagani.

## Descrizione
Pagani registrò l'album – quasi interamente strumentale – l'anno seguente alla sua uscita dal gruppo Premiata Forneria Marconi, tre componenti del quale (Franz Di Cioccio, Patrick Djivas e Franco Mussida), figurano sul brano La città aromatica. Per il resto, l'album vede la partecipazione degli Area al completo (Giulio Capiozzo, Patrizio Fariselli, Demetrio Stratos e Ares Tavolazzi) e di Pasquale Minieri e Giorgio Vivaldi, già membri del Canzoniere del Lazio. La cantante Teresa De Sio scrive e interpreta il testo in napoletano dell'unico brano cantato del disco: Argiento. Completano la lista degli ospiti Roberto Colombo, Walter Calloni e Luca Balbo, quest'ultimo coautore del brano Da qualche parte fra la Calabria e Corfù Il blu comincia davvero. Alcuni fra i musicisti sopracitati, incluso lo stesso Pagani, confluirono l'anno seguente nel progetto Carnascialia fondato da Minieri e Vivaldi.

## Tracce
Musiche di Mauro Pagani, eccetto dove indicato.
Lato A
1. Europa minor (strumentale) – 6:01
2. Argiento – 4:40 (testo: Teresa De Sio)
3. Violer d'amores (strumentale) – 2:37
4. La città aromatica (strumentale) – 3:30

Lato B
1. L'albero di canto (parte 1) (strumentale) – 4:47
2. Choron (strumentale) – 5:22
3. Da qualche parte fra la Calabria e Corfù Il blu comincia davvero (strumentale) – 5:10 (musica: Pagani, Luca Balbo)
4. L'albero di canto (parte 2) (strumentale) – 3:57

## Musicisti
- Mauro Pagani – violino, viola (tracce: 2, 5), bouzouki (tracce: 2, 7), mandolino (traccia 4), flauto di canna (traccia 6)
- Mario Arcari – oboe (traccia 2)
- Luca Balbo – chitarra (traccia 7)
- Walter Calloni – percussioni (tracce: 1, 7)
- Giulio Capiozzo – batteria (tracce 1, 5)
- Roberto Colombo – polymoog (traccia 4)
- Teresa De Sio –  voce (traccia 2)
- Franz Di Cioccio - batteria (traccia 4)
- Patrick Djivas - basso elettrico (traccia 4)
- Patrizio Fariselli – pianoforte (tracce 1, 5)
- Pasquale Minieri - percussioni (traccia 1)
- Franco Mussida - chitarra (traccia 4)
- Demetrio Stratos – voce (tracce 5, 8)
- Ares Tavolazzi – basso elettrico, contrabbasso (tracce 1, 5)
- Giorgio Vivaldi - percussioni (traccia 1), tamburo parlante (traccia 6)